# Atamasthana
Atamasthana (අටමස්ථානය) ali Osem svetih krajev je vrsta lokacij na Šrilanki, ki jih je obiskal Buda med svojimi tremi obiski države. Sveti kraji so znani kot Jaya Sri Maha Bodhiya, Ruwanwelisaya, Thuparamaya, Lovamahapaya, Abhayagiri Dagaba, Jetavanarama, Mirisaveti Stupa in Lankarama. Nahajajo se v mestu Anuradhapura, prestolnici starodavnega kraljestva Anuradhapura.
Sveto mesto Anuradhapura je v nekaj stoletjih močno vplivalo na razvoj arhitekture v državi. Mesto, ki je bilo leta 1982 vpisano na seznam svetovne dediščine Unesca, leži 205 km severno od Kolomba, v Severno osrednji pokrajini, na bregu zgodovinske reke Malvathu Oya.
Po Mahavamsi je sveto mesto okoli 350 pr. n. št., ustanovil Pandukabhaya, prvi kralj v Anuradhapurskega kraljestva in šesti od prihoda Vidžaje. Sčasoma je postalo glavno svetišče budizma, vključno z zasajenim svetim figovcev, drevesom Bodi iz Bodhgaye, pod katerim je Sidarta dosegel duhovno razsvetljenje in vrhovno modrost. Sveto drevo je prišlo v 3. stoletju pred našim štetjem ob drugem obisku, ki ga je vodila Sangamitta, budistična nuna in hči cesarja Ašoka. Poleg tega so religiozno topografijo v Anuradhapuri oblikovale tudi Budove relikvije. Devanampiya Tissa je v 3. stoletju pred našim štetjem zgradil Thuparamayo, da bi se shranili Budovo ključnico, pomembno versko relikvijo, ki jo je predstavil cesar Ašoka .
Mesto je prešlo pod vladavino Dutthagamanija, ki je leta 161. pr. n. št. porazil južno Indijskega osvajalca Elara, in ponovno vzpostavil budizem na prostoru brahmanizma in obdaril mesto z izrednimi spomeniki, med njimi stupo Mirisaveti, Ruwanwelisaya in Bronasto palačo. Mesto je cvetelo še 1300 let, potem pa je bilo po invaziji leta 993 opuščeno. Kasneje je bilo po dolgih letih skrivanja v gosti džungli, čudovito mesto s svojimi palačami, samostani in spomeniki ponovno dostopno. 

## Seznam objektov

### Jaya Sri Maha Bodi
Jaya Sri Maha Bodhi je sveto drevo v Anuradhapuri. Naj bi bilo potomec zgodovinskega drevesa Bodi (Ficus religiosa), pod katerim je postal Buda razsvetljen. Zasajeno je bilo leta 288 pr. n. št. in je pravzaprav južna veja Sri Maha Bodhi Bodhgaya, ki je tudi najstarejše živo posajeno drevo na svetu z znanim datumom sajenja. Sveto drevo, ki ga je prinesla Sangamitta, sestra Arahatha Mahinda, ki je vpeljal Budove nauke na Šrilanko.
Območje okoli Sri Maha Bodi, Bronasta palača in dagoba Ruvanvelisaya je bilo nekoč verjetno del Maha Vihara (Veliki tempelj). Sveto drevo je najstarejše zgodovinsko overjeno drevo na svetu, ker ga je več kot 2000 let neprekinjeno varovalo zaporedje varuhov, tudi v času indijske okupacije. 
Uda Maluwa, 10,67 m krat 16,75 m, stoji 10,5 metrov nad tlemi. Zid je bil zgrajen pod kraljem Kirthi Sri Rajasinghanom, da jo varuje pred divjimi sloni. Pozneje je Pallegama Rewatha Thera posadila drevesa Pariwara Bo (spremljevalce drevesa Bodi), da bi prikrila Bodi, in ga zaščitila pred "neusmiljenimi" ljudmi in naravnimi nesrečami, kot so močni vetrovi in dež.
Vsi poglavarji Šrilanke so običajno iskali blagoslov pod Sri Maha Bodi drevesom pred začetkom pomembnega dela. 

### Ruvanwelisaya
Ruvanwelisaya je dagoba na Šrilanki, ki je čudež arhitekturnih lastnosti in sveta za mnoge budiste po vsem svetu. Gradil jo je kralj Dutugemunu, ki je postal gospodar vse Šrilanke po vojni, v kateri je porazol Čolskega kralja Elara. Znana je tudi kot Mahathupa, Swarnamali Chaitya, Suvarnamali Mahaceti (v Pali) in Rathnamali Dagaba. Kralj Dutugemunu ni živel dovolj dolgo, da bi videl dokončanje dagobe, a njegov zadnji pogled, ko je ležal na smrtni postelji, je bila lažna iz bambusa in tkanine, postavljena okoli dagobe, da bi prikazala njegovo "zaključeno" mojstrovino.
Danes, potem ko je prestala veliko napadov indijske vojske, se dviga 55 m visoko, kar je precej manj od prvotne višine; niti ni njena oblika enaka prvotni obliki vodnega mehurčka. Apnenčast kip južno od velike dagobe po pripovedovanju mislijo, da je kralj Dutugemunu. 

### Thuparamaya
Thuparamaya je dagoba v Anuradhapuri. To je budistično sveto mesto čaščenja. Thera Mahinda, odposlanec, ki ga je poslal kralj Ašoka, je sam predstavil teravadski budizem in tudi četiva čaščene za Šrilanki. Na njegovo zahtevo je kralj Devanampiya Tissa v 3. stoletju pred našim štetjem zgradil Thuparamayo, v kateri je bila shranjena Budova ključnica. Šteje se, da je prva dagoba, zgrajena na Šri Lanki po uvedbi budizma. Velja za najstarejši spomenik, katere gradnjo je bila napisna kronika in jeverjetno najstarejša vidna dagoba na svetu. Ime Thuparamaya prihaja iz "stupa" in "aramaya", ki je stanovanjski kompleks za menihe.
Njena oblika, ki spominja na kup riža, je bila obnovljena leta 1862 v bolj konvencionalni obliki zvona in višino 19 m.
Vitki stebri s kapiteli so morda najbolj nenavadna lastnost dagobe, in obkrožajo strukturo v štirih koncentričnih krogih. Odtisi na pedimentih kažejo, da so bili stebri prvotno oštevilčeni do  176, od katerih jih 41 še vedno stoji. Čeprav nekateri šrilanški znanstveniki verjamejo, da so ti nekoč podpirali stožčasto leseno streho, ni arheoloških dokazov za to teorijo in tudi ne sledi o podobnih v Južni Indiji, ki so bile prototip za skoraj vse singalske dagobe. 

### Lovamahapaya
Lovamahapaya je stavba, ki se nahaja med Ruvanveliseyo in Sri Mahabodiyo v starodavnem mestu Anuradhapura. Prav tako je znan kot Bronasta palača ali Lohaprasadaya, ker je bila streha prekrita z bronastimi ploščicami.
Originalno je zgradil kralj Dutugemunu pred več kot 2000 leti, vendar se je skozi stoletja prenavljala, vsakič nekoliko manj veličastno. Obstaja še 1600 stebrov, vse kar je ostalo od te velike palače. Arheološki dokazi kažejo, da naj bi imela devet nadstropij in bi lahko namestila okoli 1000 menihov in spremljevalcev.
Sedanji stoječi stebri (zdaj ograjeni) je vse, kar je ostalo od zadnje obnovitve - od kralja Parakramabahu okoli 12. stoletja. 

### Dagoba Abhayagiri
Dagoba Abhayagiri se nahaja v Anuradhapuri. Zgrajena je bila med vladavino kralja Wattagamini Abhaya (znan kot kralj Valagamba) z višino 100 m. Je ena najobsežnejših ruševin na svetu in eno najsvetejših budističnih romarskih mest. V zgodovini je bila veliko samostansko središče in kraljeva prestolnica, s čudovitimi samostani, ki so opisani v številnih zgodbah, pokriti s pozlačeno bronasto streho ali s ploščicami žgane gline, glazirane v briljantnih barvah. Severno od mesta, obkrožena z velikim obzidjem, zgrajenimi kopalnimi ribniki, izklesanimi balustradami in mesečevimi kamni, je stala Abhayagiri, ena od sedemnajst takšnih verskih enot v Anuradhapura in največja od petih velikih vihar (samostan). Abhayagiri Vihara je obkrožala dagobo, ki je stala pod sedežem severnega samostana ali Uttara Vihara. 
V 1. ali 2. stoletju pred našim štetjem je bila dagoba Abhayagiri (zamešana v nekaterih knjigah in zemljevidih z Jetavanarama) osrednji samostan s 5000 menihi. Ime pomeni "Hrib za zaščito" ali "Neustrašen hrib", drug vzdevek je "Neustrašni Giri", ime lokalnega džainističnega meniha, puščavnika. Samostan je bil del šole skrivnostnega gozda, heretične sekte, ki je študirala oba, Mahajana in teravadski budizem. Leta 412 ga je obiskal tudi kitajski popotnik Faxian (tudi Fa Hsien).
Dagoba je bila verjetno večkrat ponovno zgrajena, da je danes visoka 75 m. Ima nekaj zanimivih reliefov, vključno z enim slonom blizu zahodnega stopnišča, ki vleče drevo. Veliko ploščo z nožnim odtisom Bude je mogoče videti na severni strani, stopnice na vzhodni in zahodni strani pa imajo nenavadne mesečeve kamne (sandakada pahana), narejene iz koncentričnih kamnitih plošč. 

### Jetavanaramaya
Jetavanaramaya je stupa, ki se nahaja v ruševinah samostana Jetavana v svetem mestu Anuradhapura. Kralj Mahasena (273-301) je začel gradnjo stupe po uničenju Mahavihare (velikega samostana), ki jo je nadaljeval njegov sin Meghavanna . Verjamem, da je tukaj shranjena Budova relikvija, del pasu ali trak.
Arheologi verjamejo, da je bila prvotno lahko visoka več kot 100 metrov, danes pa je približno 70 metrov, prav tako pa je bila tudi podobna višini dagobe Abhayagiri. Ko je bila zgrajena, je bila tretji najvišji spomenik na svetu (prvi dve st bili egipčanski piramidi). Britanski turistični vodnik iz začetka 20. stoletja je izračunal, da je v opečnem jedru dagobe obstajalo dovolj opek, da bi se 3 metre visok zid raztezal od Londona do Edinburgha.
Za njo stojijo ruševine samostana, ki je lahko sprejel okoli 3000 menihov, ena stavba pa ima vratni podboj čez 8 m visok še 3 m pod zemljo, ki še vedno stoji. Nekoč so se odpirala ogromna vrata, ki so razkrila veliko podobo Bude. 

### Stupa Mirisaveti
Stupa Mirisaveti se nahaja v starodavnem mestu Anuradhapura . Kralj Dutugamunu so je zgradil po zmagi nad kraljem Elarom. Po postavitvi Budinih relikvij v žezlo, je odšel v Tisa wevo na kopel. Po kopeli se je vrnil na kraj, kjer je postavil žezlo, ki pa ga ni bilo mogoče premakniti. Stupa je bila zgrajena na mestu, kjer je stalo žezlo. Pravijo tudi, da se je spomnil, da je poslužil s čili (kari (jed)|karijem), ne da bi ga daroval skupnosti (sangha). Da bi se kaznoval, je zgradil dagobo Mirisavetiya. Obseg tega zemljišča je približno 20 ha. Čeprav sta jo kralj Kasyapa I. in Kasyapa V. obnovila, je občasno razpadla. Danes stoji obnovljena.

### Lankarama
Lankarama je stupa, ki jo je zgradil kralj Valagamba, v starodavnem kraju Galebakade v antičnem Anuradhapurskem kraljevstvu. Nič ni znano o starodavni obliki stupe, ki je bila kasneje obnovljena. Razvaline kažejo, da obstajajo vrsta kamnitih stebrov in nedvomno je bila zgrajena hiša, ki obkroža stupo (vatadage), da jo pokrije. Okroglo dvorišče stupe je 10 metrov nad tlemi. Premer stupe znaša 14 m. Dvorišče je okrogle oblike in ima premer 406 m.